# ガラ (リンゴ)
‘ガラ’（英: ‘Gala’）は、ニュージーランドで育成されたリンゴ（セイヨウリンゴ）の栽培品種の1つである。1930年代に‘キッズオレンジレッド’と‘ゴールデンデリシャス’を交配して育成され、1962年に命名された。‘Kidd's Gala’、‘Gala Delicious’、‘Kidd's D-8’ともよばれる。果実は中型で黄色地に赤く色づき（図1）、果肉はシャキシャキしており、甘い。南半球から北半球まで世界で最も広く栽培されている品種の一つであり、米国では品種別で最も生産量が多い（2023年時点）。多くの枝変わり品種があり、よく知られたものとしてより着色性がよい‘ロイヤルガラ’（‘Royal Gala’）がある。

## 特徴
‘ガラ’はさまざまな栽培条件で生育可能であるが、乾燥した温暖な気候を好む。花は晩霜に耐性がある。自家不和合性に関わるS遺伝子型はS2S5である。開花期間が長いため、よい授粉樹となる。黒星病に非常にかかりやすい。豊産性であり、収穫期は北米で7–9月、隔年結果性がある。北半球と南半球から供給され、通常は1年中入手可能である。果実の貯蔵性はよく、5ヶ月貯蔵できる。
果実は中型、長円形から円錐形。熟すと地色は黄色であり、ふつう縞状や斑紋状に橙色から紅色に染まる（上図1, 2）。芳香があり、果皮はやや薄い。果肉は黄白色、硬くシャキシャキしており、果汁が多く、甘い。主に生食用だが、調理にも使われる。

## 生産
‘ガラ’はニュージーランドで開発されたが、現在では世界中で栽培されている。アメリカ合衆国にも1970年代初頭に導入され、それ以来人気の品種となっている。2019年には‘レッドデリシャス’を抜いてアメリカ合衆国で最も生産量が多い品種となり、2022/2023年でも1位を維持して全体の18.9%（46,631,802ブッシェル）を占めていた。2023/2024年のカナダのリンゴ生産予想でも‘ガラ’が品種別1位であり、全体の21.4%（4,000,704ブッシェル）と予想されている。ヨーロッパでも多く、2022/2023年にはゴールデンデリシャスに次ぐ品種別第2位であり、全体の12.1%（76,479,318ブッシェル）を占めていた。

## 歴史
1930年代、ニュージーランド北島、ワイララパ地方のグレイタウンにある果樹園において、J. H. Kiddは北米輸出用のリンゴ品種開発を行い、その中で‘キッズオレンジレッド’ (‘Kidd's Orange Red’)を種子親、‘ゴールデンデリシャス’ (‘Golden Delicious’) を花粉親とした交配を行なった。その選別を行う前にJ. H. Kiddは亡くなったが、New Zealand’s Department of Scientific and Industrial Research の Don McKenzie がこれを引き継ぎ、有望な株を選別、Kidd's D-8と名付けた。その後、商業栽培が行われるようになり、1962年にこの品種は‘ガラ (Gala)’と命名された。

## 派生品種

### 枝変わり
リンゴは接ぎ木によって増やすため、同じ品種は遺伝的に同一なクローンであるが、まれに分裂組織に突然変異が起こって枝など木の一部が他と異なる性質を示すことがあり、「枝変わり」とよばれる。‘ガラ’は突然変異を起こしやすく、枝変わりに由来する品種が200以上知られている。

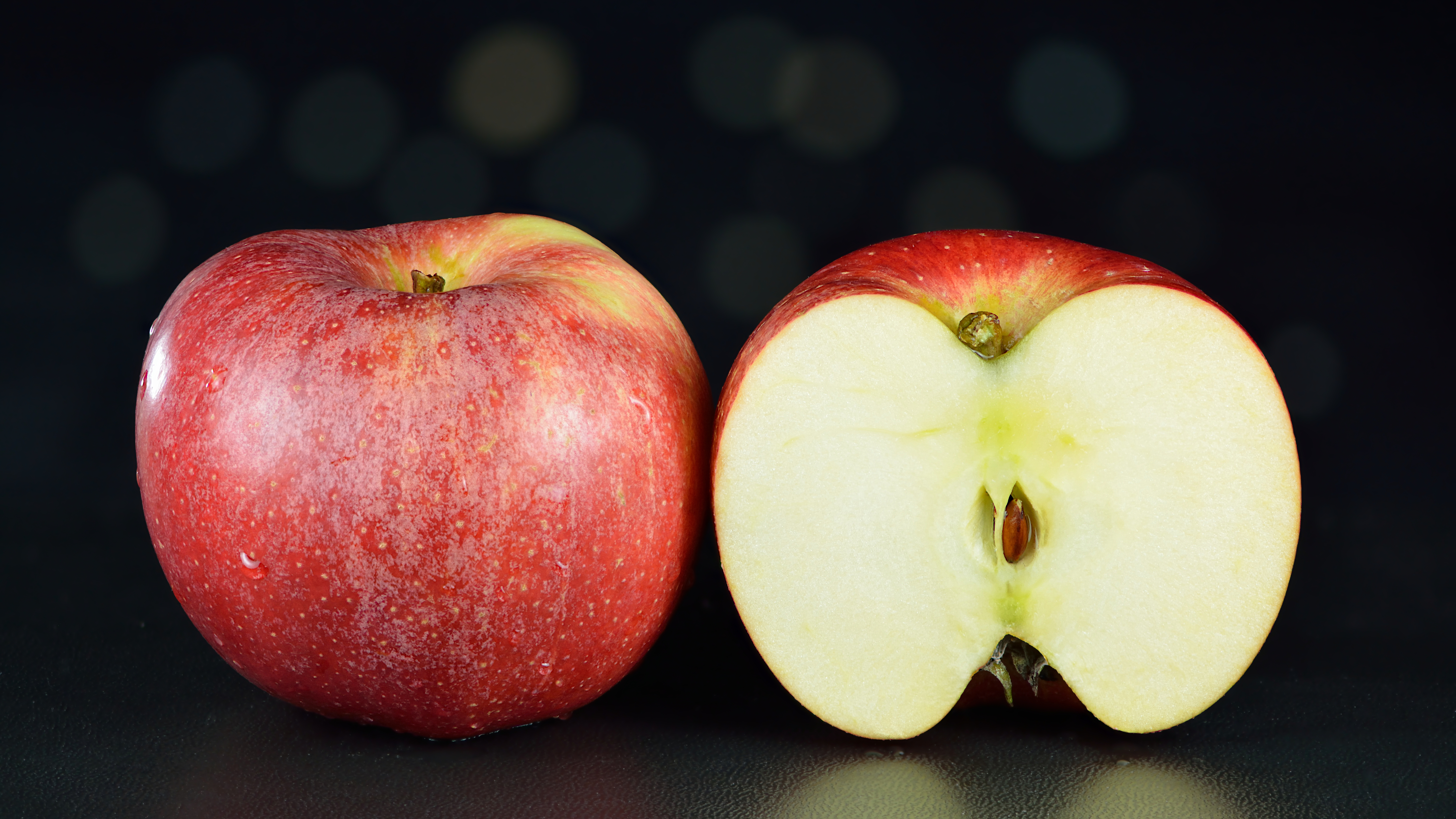
3. ロイヤルガラ

特によく知られたものとして、‘ガラ’よりも色づきがよい‘ロイヤルガラ’ (‘Royal Gala’, ‘Tenroy Gala’) がある（図3）。この枝変わり品種は、1971年にニュージーランドのH.W. Ten Hoveによって発見された。ニュージーランドを訪問したエリザベス2世がこの品種を気に入ったため、この品種名がつけられた。‘ロイヤルガラ’は、ニュージーランドのリンゴ輸出における主要品種となっている。
‘ガラ’の枝変わり品種として、ほかに‘Alpigala’、‘Annaglo’、‘Brookfield’、‘Autumn Gala’、‘Big Red Gala’、‘Cherry Gala’、‘Corder Gala’、‘Extra Red Gala’、‘Fulford Gala (Regal Gala)’、‘Gala 2013’、‘Gala Decarli’、‘Galafresh’、‘Gala MGCP’、‘Gala Must’、‘Galaxy’、‘Imperial Gala’、‘Grande Gala’、‘Harry Black Gala’、‘Improved Gala’、‘Lydia's Gala’、‘Magnum Gala’、‘McLaughlin Gala’、‘Regala’、‘Reuvers Gala’、‘Ruby Gala’、‘Scarlet Gala’、‘Stafford Gala’、‘Star Gala’などがある。‘ロイヤルガラ’を含めてこれら‘ガラ’の枝変わり品種の、さらなる枝変わりに基づく品種も多数存在する。

### 交配
‘ガラ’を交配親とした品種も、多く育成されている。‘ガラ’を種子親としたものとして‘きざし’（花粉親は‘ふじ’）、‘さんさ’（花粉親は‘あかね’）、‘Delfloga’（商品名はAdoreまたはRoyale Delbard; 花粉親は‘Querina/Florina’）、‘La Flamboyante’（商品名はMairac; 花粉親は‘Maigold’）、‘Nevson’（商品名はSonya; 花粉親は‘レッドデリシャス’）、‘Nicoter’（商品名はKanzi; 花粉親は‘ブレイバーン’）、‘PremA96’（商品名はRockit; 花粉親は‘GS2184’）、‘PremA153’（商品名はLemonadeまたはHoneymoon; 花粉親は‘ブレイバーン’）、‘Scired’（花粉親は‘Splendour’）、‘Sunburst’（花粉親は‘Falstaff’）、‘X-4982’（商品名はGalarina; 花粉親は‘Querina/Florina’）、‘X-6163’（商品名はInitial; 花粉親は‘Co-op 13 (Redfree)’）などがあり、‘ガラ’を花粉親としたものとして‘もりのかがやき’（種子親は‘つがる’）、‘Civni’（商品名はRubens; 種子親は‘Elstar’）、‘Galamac’（種子親は‘Jersey Mac’）、‘Modi’（種子親は‘Liberty’）、‘Sciros’（商品名はパシフィックローズ; 種子親は‘Splendour’）などがある。
‘ガラ’の枝変わり品種である‘ロイヤルガラ’を種子親、‘ブレイバーン’を花粉親としたものとして‘サイレート’（商品名はエンヴィ）、逆に‘ブレイバーン’を種子親、‘ロイヤルガラ’を花粉親としたものとして‘サイフレッシュ’（商品名はジャズ）や‘PremA280’（商品名はSweetieまたはLongwei; 種子親は‘ブレイバーン’）がある。